# Marcel Plasman
Marcel Plasman (Eigenbrakel, 23 december 1924 - 28 juli 2020) was een Belgisch politicus voor de PSC. Hij was minister en burgemeester.

## Levensloop
Plasman werd bediende bij de Federatie van de Christelijke Mutualiteiten van de provincie Brabant. Tevens was hij van 1972 tot 1973 en van 1985 tot 1987 voorzitter van de Nationale Federatie van Medisch-Sociale Associaties, van 1975 tot 1985 voorzitter van de Christelijke Associatie van Invaliden en Gehandicapten en van 1974 tot 1976 en van 1984 tot 1986 voorzitter van de Confederatie van Hospitaalinstituten.
Hij werd eveneens politiek actief voor de PSC en werd voor deze partij in 1964 verkozen tot gemeenteraadslid van Nijvel en bleef dit tot aan zijn ontslag in 1996. Van 1977 tot 1982 en van 1989 tot 1994 was hij tevens burgemeester van de stad.
Bovendien zetelde hij van 1971 tot 1979 voor het arrondissement Nijvel in de Kamer van volksvertegenwoordigers. In 1979 verliet hij de Kamer ten voordele van Raymond Langendries. Van 1971 tot 1979 zetelde hij hierdoor automatisch ook in de Cultuurraad voor de Franse Cultuurgemeenschap, waarvan hij van 1974 tot 1976 de voorzitter van de commissie Cultuur was en van 1976 tot 1978 de secretaris.
Bovendien was hij in 1977 enkele maanden minister van Pensioenen en staatssecretaris voor Sociale Zaken in de Regering-Tindemans III.